# سان جرگوریو نله آلپی
سان جرگوریو نله آلپی (به ایتالیایی: San Gregorio nelle Alpi) یک کومونه در ایتالیا است که در استان بلونو واقع شده‌است. سان جرگوریو نله آلپی ۱۸٫۹ کیلومتر مربع مساحت و ۱٬۵۷۸ نفر جمعیت دارد و ۵۲۶ متر بالاتر از سطح دریا واقع شده‌است.